# Megatrix
Megatrix, también conocido como Club Megatrix, fue un programa televisivo destinado al público infantil y juvenil. Se estrenó el 17 de mayo de 1995 en Antena 3, aunque su formato ha experimentado varios cambios a lo largo de su historia. El programa finalizó sus emisiones el 28 de junio de 2013, siendo sustituido por Neox Kidz. En su última etapa se emitió en Antena 3 los sábados y domingos de 07:00 a 14:00 horas (salvo cuando había Fórmula 1) y en Neox de 07:00 a 13:00 horas de lunes a viernes.
Entre las series más famosas del programa se encuentran H2O, Spider-Man, El príncipe de Bel-Air y Dragon Ball, entre otras.

## Historia
Megatrix comenzó sus emisiones el miércoles 17 de mayo de 1995 con el título de Club Megatrix, presentado por Ingrid Asensio, sus hermanos Jorge (interpretado por Jorge San José) y David (interpretado por David Pérez), y su vecina Ella. Poco tiempo después, en 1996, Ingrid Asensio abandonó el programa. 
De 1995 a 1998, los presentadores tuvieron su propia serie de televisión llamada Las aventuras de Máximo y el programa estaba basado en sketches sin plató, con una estética modernista, reflejada hasta en el modo de vestir de los presentadores.
En 1998, comenzó la segunda etapa del programa, en la que se cambió su estilo, pasando a ser un espectáculo con plató. El programa pasó a ser presentado por Ana Chávarri (que se incorporó al programa) y David Pérez (único miembro que se mantuvo del reparto anterior). En esta época tuvieron una gira por medio de una caravana: "Caravana Megatrix" en 2000 y en 2001.
Entre 2001 y 2003, tuvo lugar la tercera etapa del programa, en la que se sucedieron varios presentadores. Durante estos años el programa fue presentado por Sara Mielgo, Daniel Diges y Tito Augusto. Sara Mielgo, apodada Sam, era una estupenda cantante y provenía del mundo de la interpretación. Sus dos compañeros eran conocidos por los espectadores gracias a sus anteriores trabajos en televisión: Daniel Diges saltó a la fama por su interpretación de Gato en la serie Nada es para siempre. Por su parte, a Tito Augusto se le pudo ver en el Azcona, ya que participó en la serie de Antena 3 Compañeros. Manuel Feijóo presentaba el espacio Megalíneas.
Ese verano, en Club Megatrix se incluyeron nuevas series. De lunes a viernes, Flying Rhino Junior High, DinoZaurs, Tres amigos y Jerry y Los Thornberrys. Los fines de semana el programa ofrecía además Generación 0. Club Megatrix contó esos años además con la presencia de Blossom. Las seres Equipo con clase, Spirou, Beetleborg y Animorphs volvieron a las mañanas de Antena 3 para amenizar las vacaciones de los escolares.
Club Megatrix completó su programación especial de verano con otras secciones realizadas en el parque acuático madrileño Aquopolis. Allí los presentadores organizaron pruebas y concursos donde los niños podían ganar muchos premios. En 2002 presentaron también el programa Ibon Uzkudun y Arantxa Valdivia.
En la etapa 2002-2003, los presentadores fueron Esther Bizcarrondo, Andrés Caparrós y el Mago Murphy (David Rodríguez), que hacía juegos de magia en el plató, un parque gigantesco de colores.
En el año 2003, comenzó la cuarta etapa del programa, que pasó a ser presentado por la cantante Natalia Rodríguez junto a Enric Escudé. En 2004, el programa ganó dos TP de Oro que fueron recogidos por los presentadores. En el verano de 2006, el programa fue grabado en el parque nacional español Faunia, desde el cual, Natalia y Jordi Cruz, que sustituyó a Enric Escudé en 2005 en la labor de presentador, entretenían las mañanas de los más pequeños de la casa. En el verano de 2007, Natalia abandonó el programa juvenil para dedicarse por completo a la música. Desde entonces, Jordi Cruz se mantuvo como presentador único del mismo.
Durante estas etapas, el programa lanzó CD musicales y una agenda del programa. Asimismo, una revista que fue retirada en el año 2007. En su momento, llegó a existir incluso el Canal Megatrix, que emitía a través de Vía Digital y redes de cable.
Desde el año 2008 hasta el verano de 2011, Megatrix era un contenedor con series juveniles, sin presentadores o secciones. Sin embargo, el 22 de octubre de 2011 experimentó cambios, ya que pasó a emitirse también en Neox, modificó su imagen corporativa e incluyó presentadores virtuales llamados Los Megax (Tina, Wave, Zack, Silvi y las mascotas Trix y Trax).
Megatrix se mantuvo de este modo hasta el 28 de junio de 2013, cuando cesó sus emisiones y fue sustituido por Neox Kidz (posteriormente, Kidz), un contenedor con una nueva marca, pero con características similares. En su última etapa, Megatrix fue un contenedor de dibujos, programas y series infantiles y juveniles que se emitían los fines de semana y festivos en Antena 3 y diariamente en Neox.

## Derivados

### La caravana Megatrix
Fue un evento al aire libre que recorría España para promocionar el club Megatrix durante el verano. Consistía en juegos hinchables, salas de videojuegos, talleres de manualidades y un escenario de karaoke. La caravana Megatrix realizó dos giras en los años 2000 y 2001.

### Revistas
Megatrix contó con varias revistas durante su emisión. La primera fue la Mega-Revista, una publicación de 16 a 24 páginas, que era entregada a los socios cada 3 o 6 meses. En ella se mostraba contenido inédito del programa, como reportajes o algunos adelantos de aquello que se iba a realizar en el club. A pesar de tener un precio en el lateral, esta revista por correspondencia era totalmente gratuita.
Por otro lado, en octubre de 1999, de forma simultánea con la Mega-Revista, se lanzó una versión para Kioscos semejante a otras revistas del momento, como Top Disney/Megatop. Dicha revista tenía más de 100 páginas e incluso contenido no relacionado con el club o con el canal de Antena 3. Las dos revistas estuvieron en circulación hasta que concepto del club fue descontinuado. Sin embargo, la versión de kiosco fue retomada en los últimos años del club sin éxito.

### Las aventuras de Máximo
En la primera etapa del programa,  Ingrid, David, Jorge y Ella protagonizaron una serie de ciencia ficción sacando provecho de los efectos especiales del croma. En la serie, Ingrid es una universitaria que vive en un ático del centro de Madrid junto sus hermanos David y Jorge. Un día, David, usando su ordenador, entró en contacto con un extraterrestre de nombre Máximo. Esta criatura, procedente del planeta Emú, llegó a la Tierra cuando su nave espacial fue arrastrada por una fuerza estelar. David, junto su hermano Jorge y su vecina Ella, entablan una gran amistad con el extraterrestre y viven aventuras por el mundo y por la historia sin que Ingrid se entere. Además, Máximo cuenta con poderes sobrenaturales extraídos de su esfera mágica, a quien un malvado androide de nombre Megón intentaría quitársela.

## Grabaciones
El Club Megatrix era grabado en los estudios a Antena 3 situados en San Sebastián de los Reyes, donde los presentadores asistían antes de ir a la escuela. Algunas de estas grabaciones fueron realizadas en directo por los concursos telefónicos. Sin embargo, el resto del día, los presentadores ensayaban los guiones que les eran otorgados una vez finalizaban sus ocupaciones estudiantiles.
Se utilizaban dos platós de rodaje, uno para escenarios de croma, y el otro con decorados sólidos. Además, en la segunda etapa, de 1998 a 2001, se empezó a usar con más frecuencia decorados sólidos hasta solamente usar esos.
Por otra parte, para asistir a las grabaciones de público, era necesario solicitar una cita por teléfono en ir grupos organizados, como los escolares. Asimismo, los concursantes eran socios del club ajenos al público que habían obtenido la participación por otros medios. Luego, en postproducción, se añadían las series y reportajes junto a lo ya grabado en el plató.
Durante los veranos y en algunos eventos, solía grabarse el programa en parques de atracciones, parques acuáticos o zoológicos para realizar varios juegos y concursos. También, en las dos primeras etapas, tuvieron como presentadores a varios niños e Ingrid Asensio como única adulta en el reparto. No obstante, desde 2001, se decidió que Megatrix fuese presentado únicamente por jóvenes adultos, ya si se que encargar la conducción del programa a menores podía ocasionar problemas en sus estudios.

## Premios y nominaciones
- Antena de Oro de Televisión: 2000.
- TP de Oro al Mejor Programa Infantil y Juvenil: 1996 y 2003. (Nominado en 2000, 2004, 2005, 2006 y 2007).[1]
- Premio ATV al Mejor Programa Infantil: Nominado en 2006.

## Curiosidades
- El programa en sus inicios se concibió como un Club y hasta contaba con un carnet para socios.
- El personaje de Máximo era un animatronic, del que existieron dos versiones. En la primera lucía una permanente sonrisa y el segundo modelo tenía una expresión más neutra. Posteriormente, la versión sonriente de Máximo acabó convirtiéndose en un personaje femenino: la hermana de Máximo llamada "Emunia".
- Eran necesarias cuatro personas para dar vida al personaje del extraterrestre, Máximo: La actriz que vestía el animatrónic (Felisa Parrao), los dos manipuladores que se encargaban de mover la cara a través de los dos equipos de radiocontrol (Azucena Serrano y Juan Serrano) y el doblador de Máximo (Carlos Viaga en su primera etapa y posteriormente José Antonio Duque).
- De 2001 a 2002, el canal argentino Telefe adaptó el programa Megatrix.